# Рокастро
Рокастро (грч. Ρόκαστρο) је насељено место у општини Горуша у периферији Западна Македонија, Грчка. Према попису из 2021. године било је без становника.
Према бугарском географу и историчару, Василу Канчову, у Рокастру је 1900. године живело 65 Грка. Рокастро се налази у области Населица, која је некада била насељена словенским становништвом које је касније хеленизовано.